# Sekino Junichiro
 (mars 2025).
Sekino Jun'ichirō (関野 凖一郎, Né en 1914 et mort en 1988) est un graveur sur bois japonais. Il est l'un des artistes majeurs de la période d'après-guerre du mouvement des sōsaku-hanga (« estampes créatives »).

## Biographie

### Jeunesse
Sekino Jun'ichirō est né en 1914 dans le district de Yasukata à Aomori, dans le nord du Japon. Dès son plus jeune âge, il se plonge dans l’étude de la gravure. Au collège, il lance un magazine consacré à la poésie et à l'impression : le Ryokuju-mu (« Rêve de feuillage vert »).
Sekino étudie à l'Institut de gravure japonais de Nishida Takeo et s'est inscrit dans une école privée pour apprendre la peinture à l'huile et le dessin. À partir de 1931, il étudie la gravure en taille-douce et la lithographie auprès de Kon Junzō qui considère son élève comme « un génie artistique ».
En 1935, Sekino soumet une gravure du port d'Aomori à l'exposition Teiten parrainée par le gouvernement et remporta un premier prix. Plus tard la même année, il reçoit un prix pour une estampe exposée à la Nihon Hanga Kyokai (Association japonaise de l'estampe). Il rejoint la Nihon Hanga Kyokai en 1938 et la Kokugakai (Association nationale de photographie) en 1940.

### Carrière
En avril 1939, Sekino s'installe à Tokyo où il est employé par l'éditeur Shimo Taro et rencontre Kōshirō Onchi. Il fut l'un des membres fondateurs de l'Ichimokukai (Société du premier jeudi) d'Onchi, où il était considéré comme le « bras droit » d'Onchi. Pendant la Seconde Guerre mondiale, Sekino a fourni des logements et des salles de spectacle à des troupes de spectacle. Grâce à ce rôle, il rencontre le célèbre acteur de kabuki Nakamura Kichiemon I dont il réalise le portrait sur bois en 1947. Aux côtés d'autres représentations d'artistes tels que Shikō Munakata et Onchi, elle est devenue l'une de ses œuvres les plus célèbres et l'a établi comme le portraitiste en gravure sur bois le plus éminent du pays.
Outre les portraits, Sekino a produit des natures mortes, des paysages (scènes rurales et urbaines), des représentations d'animaux et des œuvres abstraites. Il a également travaillé dans la lithographie et la gravure à l'eau-forte et a fondé en 1953 la Société des graveurs japonais.
En 1958, à l'invitation de la Japan Society, Sekino enseigne à l'Institut Pratt d'Amérique. En 1963, Gordon Gilkey de l'Université d'État de l'Oregon le recrute pour enseigner. Il a également enseigné à l'Université de Washington et a travaillé au Nouveau-Mexique au Tamarind Studio où il a étudié avec Glen Alps, l'inventeur de la collographie. En 1969, il retourne dans l'État de l'Oregon où, en 1975, sa série représentant les cinquante-trois stations du Tōkaidō est exposée avec la célèbre version de 1834 d'Hiroshige. 

## Gravures

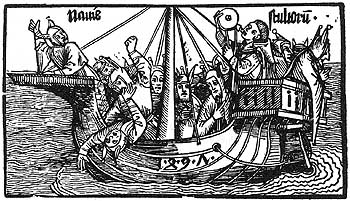
Exemple de Gravure d'Albrecht Dürer : La Nef des Fols, 1494, gravure sur bois.

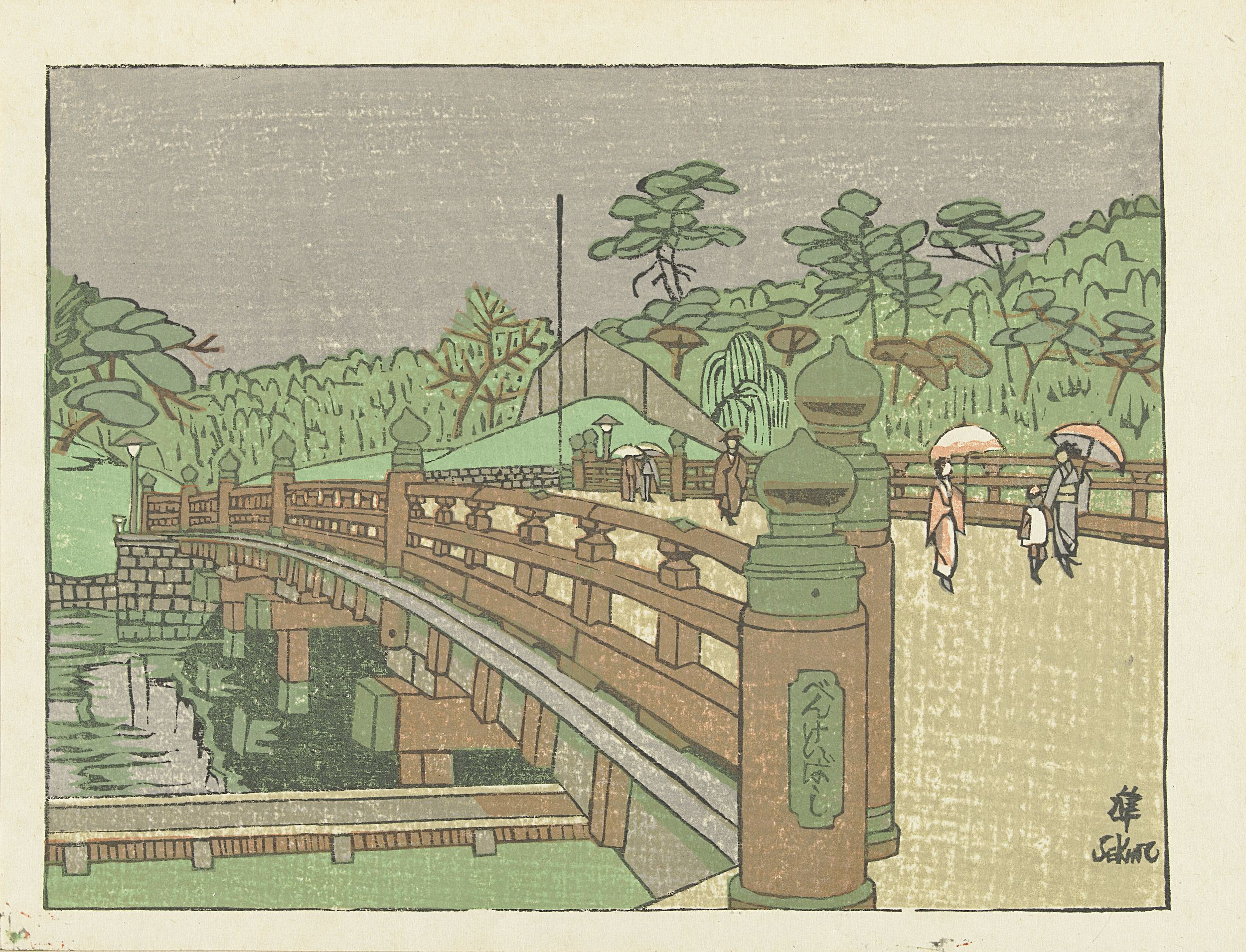
Sekino Junichiro, Pont de Benkei, Benkeibashi (1945).

Sekino a été influencé par l'artiste allemand de la Renaissance Albrecht Dürer et a déclaré que « l'une des choses que j'aime le plus chez lui est sa minutie, sa complétude d'un coin à l'autre. » 
Sekino a créé plus de 400 gravures. Ses années d’étude des techniques de gravure lui ont permis de produire des œuvres d’une qualité constante et extrêmement élevée, supérieure à la plupart de ses artistes contemporains de sosaku hanga . Onchi l'a honoré en permettant à Sekino de réimprimer son Portrait de Hagiwara Sakutaro, et il a aidé Maekawa Senpan dans sa série Hot Spring Notes.
En plus des Cinquante-trois stations, Sekino a créé des séries telles que : Old Capital, Prints of the Narrow Road to the Deep North, Collection of Aomori Folk Toys et Collection of Famous Japan Folk Toys . Il a contribué à la série de 1945 d'Onchi intitulée Scènes du dernier Tokyo (Tokyo kaiko zue).